# Підлипне (Конотопський район)
Підли́пне (МФА: [pʲid̪ˈɫɪpn̪e] ( прослухати)) — село в Україні, у Конотопському районі Сумської області. Входить до складу Конотопської міської громади. Населення становить 4015 осіб. До 2019 року орган місцевого самоврядування — Підлипненська сільська рада.

## Географія
Село Підлипне розташоване на березі річки Липка, вище за течією на відстані 4 км розташоване село Коханівка, нижче за течією примикає місто Конотоп.
Поруч проходять автомобільні дороги Р60, Р61.

## Історія
Є припущення, що село було засноване одночасно з містом-фортецею Конотопом, оскільки із Загребелля через Підлипне і далі до Торговиці проходив дуже давній шлях з Московського царства вглиб України. Тим шляхом їздили купці, дипломати, проходили війська. Під захистом Конотопського замку село швидко виростає і стає багатолюдним. У 1652 році тут налічувалося 400 дворів козаків і вільних селян. Згодом, у 1654 році, село стало центром козацької сотні на чолі з сотником Василем Ревою.
На високому пагорбі в центрі села 350 років тому стояла чудова церква Святого Миколая, яка нагадувала церкву Запорізької Січі. На майдані біля церкви вирували бурхливі козацькі ради, відбувалися благословення козаків у походи 1648—1654 років.
У 1652 році поблизу села Підлипного в урочищі Криничок був оточений і знищений загін литовського шляхтича Домороцького, що втікав із оточення через Конотоп на Литву після битви під Батогом. У червні 1659 року село стає ареною битви за Конотоп між московськими військами та козаками гетьмана Івана Виговського.
Тут, біля церкви, прощалися з козаками, яких з наказу царя Петра І гнали на «канальные работы» при спорудженні Санкт-Петербурга. Тут благословляли козаків конотопсько-ічнянських загонів на боротьбу з Наполеоном у 1812 році. Під час великої пожежі в 1847 році згоріла дотла древня козацька церква. На її місці в 1896 році було збудовано нову.
Протягом 27—29 квітня 1881 року (невдовзі після вбивства імператора Олександра II) жителі Конотопа та Підлипного влаштували погром єврейських лавок, шинків та осель. 27 квітня переважно станційними робітниками було розбито та пограбовано майно євреїв біля вокзалу. Вранці 28 квітня підлипенці (особливо жінки) розграбували залишки розбитого майна. Вдень 28 квітня погром перекинувся на Підлипне, а в ніч на 29 квітня було розграбовано базар у Конотопі. Серед людей ходила чутка, що громити євреїв наказав сам цар. За кілька днів для боротьби з погромом до села прибуло військо на чолі з губернатором, багатьох погромників було арештовано. 3 травня у храмі священик Михайло Тимашевський звернувся до селян із «повчанням», аби запобігти подальшим заворушенням.
1905 року в Підлипному починає активно діяти осередок Українського наукового товариства ім. Т. Г. Шевченка «Просвіта». Члени товариства створили драматичний гурток, були учасниками хору залізничних майстерень міста Конотоп, вели іншу просвітницьку роботу.
На колишніх землях козаків і поміщиків у роки колективізації було організовано вісім колгоспів, які потім об'єдналися у два: «Червоний партизан» та ім. Т. Г. Шевченка. Пізніше всі колгоспи та комуни було реорганізовано в радгосп «Червоний Жовтень».
Село постраждало внаслідок геноциду українського народу, проведеного окупаційним урядом СРСР в 1932—1933 роках.
28 лютого 2022 року російські окупанти біля села залишили техніку, в якій закінчилося паливо. Вони натовпом кинулися до кордону РФ

## Сьогодення
На території сільської ради здійснюють діяльність: ЗАТ «Райагропостач», ВАТ «Агротехсервіс», фермерські господарства, релігійна громада ПЦУ, загальноосвітня школа І-III ст., сільський Будинок культури та бібліотека, сільська лікарська амбулаторія та фельдшерський пункт, приватні крамниці та поштове відділення.

## Населення

### Мова
Розподіл населення за рідною мовою за даними :
| Мова            | Кількість | Відсоток |
| --------------- | --------- | -------- |
| українська      | 3887      | 96.81 %  |
| російська       | 113       | 2.81 %   |
| ромська         | 5         | 0.12 %   |
| білоруська      | 3         | 0.07 %   |
| румунська       | 1         | 0.02 %   |
| польська        | 1         | 0.02 %   |
| інші/не вказали | 5         | 0.15 %   |
| Усього          | 4015      | 100 %    |

## Відомі люди
- Ащаулов Євген Володимирович — український військовик, учасник російсько-української війни[5].
- Безпалий Гнат Іванович (1887—?) — член Української Центральної Ради.
- Воронов Володимир Ульянович (1914—1943) — учасник німецько-радянської війни, Герой Радянського Союзу.
- Довгий Іван Григорович (1889—1937) — український державний і політичний діяч. Член Української Центральної Ради.
- Кондрух Андрій Леонідович (1983—2022) — штаб-сержант Збройних сил України, учасник російсько-української війни.
- Ладика Володимир Іванович (нар. 1962) — український зооінженер. Ректор Сумського національного аграрного університету. Заступник міністра аграрної політики та продовольства України в уряді Микола Азарова (2011).
- Лисий Ігор Едуардович (нар. 1967) — український журналіст, поет, краєзнавець, педагог.
- Манько Григорій Єрофейович (1885—1975) — український оперний і концертний співак (баритон).
- Сенченко Марія Олександрівна (нар. 1945) — депутат Верховної Ради УРСР 9-го скликання.
- Судак Валентина Омелянівна (1922—2010) — український шевченкознавець.
- Тхор Григорій Іларіонович (1903—1943) — радянський воєначальник, генерал-майор авіації, Герой Радянського Союзу.
- Тхор Павло Юхимович (1912—1992) — радянський інженер-конструктор.